# Pau Francisco Torres
Pau Francisco Torres (Villarreal, 16 januari 1997) is een Spaans voetballer die doorgaans als centrale verdediger speelt. Hij verruilde Villarreal in juli 2023 voor Aston Villa. Torres debuteerde in 2019 in het Spaans voetbalelftal.

## Clubcarrière

### Villarreal
Torres stroomde door vanuit de jeugdopleiding van Villarreal. Hij speelde tussen 2016 en 2018 65 wedstrijden voor het tweede elftal, dat uitkwam in de Segunda División B en kwam daarin tot twee goals. Voor het eerste elftal debuteerde hij op 20 december 2016 in de Copa del Rey tegen CD Toledo. Op 26 november 2017 volgde zijn debuut in de Primera División, toen coach Javier Calleja hem na 84 minuten liet invallen voor Manu Trigueros in een met 2–3 verloren wedstrijd tegen Sevilla FC. Op 7 december stond Torres in de UEFA Europa League tegen Maccabi Tel Aviv voor het eerst in de basis. In totaal speelde Torres dat seizoen zes wedstrijden. 
Villarreal verhuurde Torres gedurende het seizoen 2018/19 aan Málaga, waarvoor hij op 18 augustus tegen CD Lugo debuteerde. Hij scoorde tegen CA Osasuna op 3 november zijn enige doelpunt voor Malaga en zijn eerste in zijn profcarrière. Hij speelde in 38 wedstrijden mee in de Segunda División maar wist in de play-offs om promotie niet te winnen van Deportivo La Coruña.
Na zijn terugkomst werd hij onder Calleja basisspeler bij Villarreal. Hij scoorde op 5 oktober 2019 opnieuw tegen Osasuna zijn eerste goal voor Villarreal. Hij was vier seizoenen basisspeler en werd als zodanig in die tijd twee keer vijfde en twee keer zevende met Villarreal. Torres won in 2020/21 de Europa League met zijn teamgenoten, de eerste grote prijs in de clubhistorie. Op 26 mei versloeg het in de finale Manchester United op penalty's. Torres speelde de volledige 120 minuten en benutte de tiende strafschop van Villarreal, waarna David de Gea miste. 
Hij debuteerde als gevolg daarvan in september 2021 tegen Atalanta Bergamo ook in de Champions League. Villarreal werd tweede in een poule met verder Manchester United en BSC Young Boys, waarna het Juventus en Bayern München versloeg op weg naar de halve finale, waarin het verloor van Liverpool FC. Torres speelde alle twaalf wedstrijden dat toernooi van begin tot eind en scoorde in de achtste finale tegen Juventus. Torres kwam in zes seizoenen voor Villarreal tot 173 wedstrijden, twaalf goals en vijf assists. 

### Aston Villa
Torres tekende in juli 2023 een contract tot medio 2028 bij Aston Villa. Dat betaalde 33 miljoen euro voor hem aan Villarreal. Torres ging bij Aston Villa opnieuw spelen onder Unai Emery, die in 2020/21 en 2021/22 al zijn coach was bij Villarreal. Hij maakte op 12 augustus tegen Newcastle United zijn debuut voor de club. Op 8 oktober maakte hij in een 1-1 gelijkspel tegen Wolverhampton Wanderers zijn eerste doelpunt voor Villa. Dat seizoen speelde Torres 39 wedstrijden in alle competitie, bereikte hij de halve finale van de Conference League en eindigde hij als vierde in de Premier League, wat deelname aan de Champions League betekende.

## Clubstatistieken

### Beloften
| Seizoen         | Club            | Competitie         | Competitie | Competitie |
| Seizoen         | Club            | Competitie         | Wed.       | Dlp.       |
| --------------- | --------------- | ------------------ | ---------- | ---------- |
| 2016/17         | Villarreal B    | Segunda División B | 34         | 2          |
| 2017/18         | Villarreal B    | Segunda División B | 31         | 0          |
| Beloften totaal | Beloften totaal | Beloften totaal    | 65         | 2          |

### Senioren
| Seizoen         | Club            | Competitie       | Competitie | Competitie | Beker | Beker | Internationaal | Internationaal | Totaal | Totaal |
| Seizoen         | Club            | Competitie       | Wed.       | Dlp.       | Wed.  | Dlp.  | Wed.           | Dlp.           | Wed.   | Dlp.   |
| --------------- | --------------- | ---------------- | ---------- | ---------- | ----- | ----- | -------------- | -------------- | ------ | ------ |
| 2016/17         | Villarreal      | Primera División | 0          | 0          | 1     | 0     | —              | —              | 1      | 0      |
| 2017/18         | Villarreal      | Primera División | 2          | 0          | 3     | 0     | 1              | 0              | 6      | 0      |
| 2018/19         | → Málaga        | Segunda División | 40         | 1          | 0     | 0     | —              | —              | 40     | 1      |
| 2019/20         | Villarreal      | Primera División | 34         | 2          | 2     | 0     | —              | —              | 36     | 2      |
| 2020/21         | Villarreal      | Primera División | 33         | 2          | 2     | 0     | 9              | 1              | 44     | 3      |
| 2021/22         | Villarreal      | Primera División | 33         | 5          | 1     | 0     | 13             | 1              | 47     | 6      |
| 2022/23         | Villarreal      | Primera División | 34         | 1          | 2     | 0     | 3              | 0              | 39     | 1      |
| 2023/24         | Aston Villa     | Premier League   | 29         | 2          | 1     | 0     | 9              | 0              | 39     | 2      |
| Senioren totaal | Senioren totaal | Senioren totaal  | 205        | 13         | 12    | 0     | 35             | 2              | 252    | 15     |
| TOTAAL          | TOTAAL          | TOTAAL           | 270        | 15         | 12    | 0     | 35             | 2              | 317    | 17     |

Bijgewerkt t/m 23 mei 2024.

## Interlandcarrière
Torres debuteerde op 15 november 2019 in het Spaans voetbalelftal, in een met 7–0 gewonnen EK-kwalificatiewedstrijd tegen Malta. Hij maakte zelf de 3–0. Bondscoach Luis Enrique nam hem anderhalf jaar later mee naar het EK 2020. Hierop speelde hij in alle drie de wedstrijden van de Spanjaarden, waarvan drie als basisspeler. Twee weken na de uitschakeling op het EK nam Torres met het Spaans olympische team deel aan de Olympische Zomerspelen 2020. Zijn ploeggenoten en hij wonnen zilver. Torres speelde alle wedstrijden van begin tot eind. Luis Enrique nam hem ook mee naar het WK 2022. Hij speelde tijdens dit toernooi alleen de derde groepswedstrijd.

## Erelijst
| UEFA Europa League | 1x | 2020/21 |